# Jacob Alexander Preston
Jacob Alexander Preston (ur. 12 marca 1796 w Bel Air, Maryland, zm. 2 sierpnia 1868 w Perryman, Maryland) – polityk, lekarz i rolnik amerykański związany z Partią Wigów.
W latach 1843–1845 przez jedną kadencję Kongresu Stanów Zjednoczonych był przedstawicielem piątego okręgu wyborczego w stanie Maryland w Izbie Reprezentantów Stanów Zjednoczonych.